# Sam Horrigan
Sam Horrigan est un acteur américain né le 23 août 1981 dans le comté de Sacramento, en Californie (États-Unis).

## Biographie
Sa filmographie est essentiellement composée de productions télévisées comme Parents à tout prix, Les Frères Scott, Touche pas à mes filles ou encore Desperate Housewives.

## Filmographie

### Cinéma
- 1994 : Rends la monnaie, papa (Getting Even with Dad)
- 1994 : Les Petits Géants (Little Giants) de Duwayne Dunham
- 2006 : Accepté (Accepted)
- 2006 : Bar Starz

### Télévision
- 1992 : What If
- 1993 : Incorrigible Cory (Boy Meets World)
- 1994 : Les Enfants de la nuit (Children of the Dark)
- 1995 : Le Mystère de la montagne ensorcelée (Escape to Witch Mountain)
- 1997 : C-16 (C-16: FBI)
- 1998 : Une maman formidable (Grace Under Fire)
- 1998 : Brink, champion de roller
- 2000 : Opposite Sex
- 2002 : Boarding School
- 2002 : Do Over
- 2003 : The O'Keefes (en)
- 2003 : Parents à tout prix (Grounded for Life)
- 2003 : Les Frères Scott (One Tree Hill)
- 2004 : Une famille presque parfaite (Still Standing)
- 2004 : Cracking Up
- 2004 : Oliver Beene
- 2004 : Touche pas à mes filles (8 Simple Rules)
- 2004 : Les Quintuplés
- 2004 : Jack et Bobby
- 2004 : Le Monde de Joan (Joan of Arcadia)
- 2006 : Desperate Housewives
- 2006 : The Jake Effect
- 2006 : Veronica Mars
- 2007 : Beauty and the Geek
- 2011 : Un mari à louer (Hollyday Engagement)

## Anecdotes
- Sam a de nombreuses passions comme surfer, jouer à la guitare électrique, écouter du jazz, de la musique classique et du rock chrétien.